# Федеральное агентство по недропользованию
Федеральное агентство по недропользованию (Роснедра) — федеральный орган исполнительной власти, осуществляющий функции по оказанию государственных услуг и управлению государственным имуществом в сфере недропользования. Находится в ведении Министерства природных ресурсов и экологии Российской Федерации. Образовано указом президента Российской Федерации в 2004 году.

## Руководство
- Анатолий Алексеевич Ледовских — с 23 марта 2004[2] по 5 мая 2012 года,
- Александр Павлович Попов — с 5 мая 2012[3] по 4 июля 2013 года,
- Валерий Анатольевич Пак — с 4 июля 2013 по 13 января 2016 года (также заместитель министра природных ресурсов и экологии)[4].
- Евгений Аркадьевич Киселёв — с 13 января 2016[5][6] по 2021 год[7].
- Евгений Игнатьевич Петров — с 11 ноября 2021 по 21 октября 2024.
- Олег Владимирович Казанов — с 21 октября 2024 года[8].

## Структура центрального аппарата агентства
- Управление геологических основ, науки и информатики
- Управление геологии нефти и газа, подземных вод и сооружений
- Управление геологии твердых полезных ископаемых
- Управление финансово-экономического обеспечения